# Coronarctus mexicus
Espèce
Coronarctus mexicus est une espèce de tardigrades de la famille des Coronarctidae. 

## Distribution
Cette espèce est endémique du golfe du Mexique. Elle se rencontre entre 625 et 3 150 m de profondeur.

## Description
Le mâle holotype mesure 294 µm de long sur 87 µm de large

## Étymologie
Son nom d'espèce lui a été donné en référence au lieu de sa découverte, le golfe du Mexique.

## Publication originale
- Romano III, Gallo, D'Addabbo, Accogli, Baguley & Montagna, 2011 : Deep-sea tardigrades in the northern Gulf of Mexico with a description of a new species of Coronarctidae (Tardigrada: Arthrotardigrada), Coronarctus mexicus. Journal of Zoological Systematics and Evolutionary Research, vol. 49, no S1, p. 48-52 (texte intégral).